# Dashi

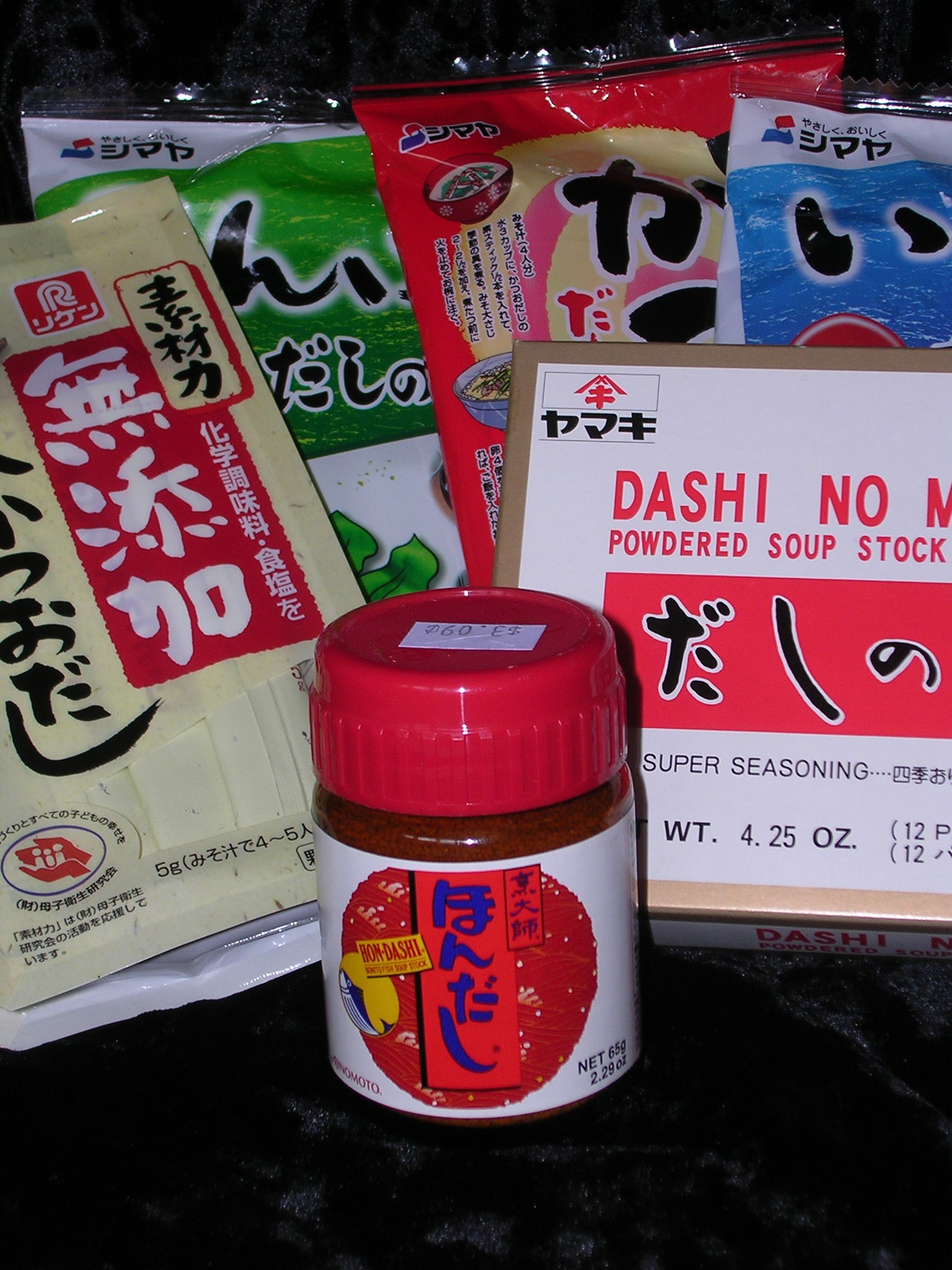
Alcune confezioni di brodo dashi istantaneo

Il dashi (出汁? o だし?) è un leggero e limpido brodo di pesce, indispensabile nella cucina giapponese, usato come base di minestre e come ingrediente liquido di molte preparazioni.
Il dashi forma la base per la zuppa di miso, il brodo chiaro, i noodles in brodo, e molte altre preparazioni come i tamagoyaki (omelette giapponesi).

## Preparazione e varianti
La ricetta tipica del dashi è un brodo semplice, fatto facendo bollire del kombu (alga commestibile) e grattugiando con un apposito utensile, il kezurikatsuo, del tonnetto striato secco, affumicato e fermentato (in giapponese detto katsuobushi), filtrando poi il tutto.
Il dashi fresco al giorno d'oggi è raro anche in Giappone, visto che è sempre più diffuso l'utilizzo di quello istantaneo, granulato o liquido, come sostituto.
Altri tipi di brodo dashi sono fatti facendo bollire in acqua alghe e sardine affumicate, niboshi, o insieme a dei funghi shiitake per molte ore, e dopo filtrando il tutto.
- Il Kombu dashi è un brodo composto da alghe.
- Il Niboshi dashi è un brodo composto da sardine affumicate private delle interiora e della testa.
- Lo Shiitake dashi è un brodo composto da funghi.

Nel 1908, lo strano e forte sapore del dashi fu identificato da Kikunae Ikeda come umami, il "quinto sapore", attribuito all'unico recettore umano corrispondente all'acido glutammico.